# Lady Soul
Lady Soul – album muzyczny Arethy Franklin z 1968.
W 2003 album został sklasyfikowany na 84. miejscu listy 500 albumów wszech czasów magazynu Rolling Stone.

## Lista utworów
| 1.  | Chain of Fools                            | 2:45  |
|     |                                           |       |
| 2.  | Money Won't Change You                    | 2:02  |
|     |                                           |       |
| 3.  | People Get Ready                          | 3:35  |
|     |                                           |       |
| 4.  | Niki Hoeky                                | 2:33  |
|     |                                           |       |
| 5.  | (You Make Me Feel Like) A Natural Woman   | 2:37  |
|     |                                           |       |
| 6.  | (Sweet Sweet Baby) Since You've Been Gone | 2:18  |
|     |                                           |       |
| 7.  | Good to Me As I Am to You                 | 3:25  |
|     |                                           |       |
| 8.  | Come Back Baby                            | 2:29  |
|     |                                           |       |
| 9.  | Groovin'                                  | 2:45  |
|     |                                           |       |
| 10. | Ain't No Way"                             | 4:12  |
|     |                                           |       |
|     |                                           | 28:41 |
|     |                                           |       |

## Wykonawcy
- Aretha Franklin - wokal, fortepian
- Joe South - gitara
- Bobby Womack - gitara
- King Curtis - saksofon
- Joe Newman - trąbka
- Seldon Powell - flet, saksofon
- Ellie Greenwich - chórki w Chain of Fools
- Carolyn Franklin - wokal, chórki
- Erma Franklin - chórki
- Sweet Inspirations - chórki
- Gene Chrisman - perkusja
- Cissy Houston - chórki
- Eric Clapton - gitara
- Tommy Cogbill - gitara basowa
- Bernie Glow - trąbka
- Roger Hawkins - perkusja
- Haywood Henry - saksofon
- Jimmy Johnson - gitara
- Melvin Lastie - trąbka
- Spooner Oldham - keyboard
- Warren Smith - chórki, wibrafon
- Frank Wess - flet, saksofon